# Eupithecia caliginea
Eupithecia caliginea är en fjärilsart som beskrevs av Butler 1878. Eupithecia caliginea ingår i släktet Eupithecia och familjen mätare. Inga underarter finns listade i Catalogue of Life.